# Agrochola orejoni
Agrochola orejoni là một loài bướm đêm trong họ Noctuidae.